# Hungária Magyar Testgyakorlók Köre Futball Club 1928-1929
Questa voce raccoglie le informazioni riguardanti l'Hungária Magyar Testgyakorlók Köre Futball Club nelle competizioni ufficiali della stagione 1928-1929.

## Rosa
| N. |                     | Ruolo | Calciatore      |
| -- | ------------------- | ----- | --------------- |
|    | Ungheria (bandiera) | P     | Ernő Németh     |
|    | Ungheria (bandiera) | P     | József Újvári   |
|    | Ungheria (bandiera) | P     | Ferenc Fehér    |
|    | Ungheria (bandiera) | D     | Gyula Mándi     |
|    | Ungheria (bandiera) | D     | Ferenc Kocsis   |
|    | Ungheria (bandiera) | D     | János Nagy      |
|    | Ungheria (bandiera) | C     | Gábor Kléber    |
|    | Austria (bandiera)  | C     | Josef Schneider |
|    | Ungheria (bandiera) | C     | Lajos Weber     |
|    | Ungheria (bandiera) | C     | Béla Rebró      |
|    | Ungheria (bandiera) | C     | Gusztáv Sebes   |

| N. |                     | Ruolo | Calciatore      |  |
| -- | ------------------- | ----- | --------------- |  |
|    | Ungheria (bandiera) | C     | Henrik Nádler   |  |
|    | Ungheria (bandiera) | A     | Ferenc Hirzer   |  |
|    | Ungheria (bandiera) | A     | György Molnár   |  |
|    | Ungheria (bandiera) | A     | Jenő Kalmár     |  |
|    | Ungheria (bandiera) | A     | György Skvarek  |  |
|    | Ungheria (bandiera) | A     | Móric Haár      |  |
|    | Ungheria (bandiera) | A     | Zoltán Opata    |  |
|    | Romania (bandiera)  | A     | Gyula Barátky   |  |
|    | Ungheria (bandiera) | A     | István Jeckl    |  |
|    | Ungheria (bandiera) | A     | Lőrinc Tritz    |  |
|    | Ungheria (bandiera) | A     | Gábor Urbancsik |  |

## Statistiche
| Giocatore    | Nemzeti Bajnokság I | Nemzeti Bajnokság I | Nemzeti Bajnokság I | Nemzeti Bajnokság I | Coppa Mitropa | Coppa Mitropa | Coppa Mitropa | Coppa Mitropa | Totale   | Totale | Totale      | Totale     |
| Giocatore    | Presenze            | Reti                | Ammonizioni         | Espulsioni          | Presenze      | Reti          | Ammonizioni   | Espulsioni    | Presenze | Reti   | Ammonizioni | Espulsioni |
| ------------ | ------------------- | ------------------- | ------------------- | ------------------- | ------------- | ------------- | ------------- | ------------- | -------- | ------ | ----------- | ---------- |
| G. Barátky   | 6                   | 6                   |                     |                     | 0             | 0             |               |               | 6        | 6      | 0           | 0          |
| F. Fehér     | 2                   | 0                   |                     |                     | 1             | 0             |               |               | 3        | 0      | 0           | 0          |
| M. Haár      | 12                  | 6                   |                     |                     | 3             | 0             |               |               | 15       | 6      | 0           | 0          |
| F. Hirzer    | 22                  | 15                  |                     |                     | 3             | 1             |               |               | 25       | 16     | 0           | 0          |
| I. Jeckl     | 6                   | ?                   |                     |                     | 0             | 0             |               |               | 6        | 0+     | 0           | 0          |
| J. Kalmár    | 18                  | 19                  |                     |                     | 3             | 3             |               |               | 21       | 22     | 0           | 0          |
| G. Kléber    | 21                  | 1                   |                     |                     | 3             | 0             |               |               | 24       | 1      | 0           | 0          |
| F. Kocsis    | 22                  | 0                   |                     |                     | 3             | 0             |               |               | 25       | 0      | 0           | 0          |
| G. Mándi     | 22                  | 0                   |                     |                     | 3             | 0             |               |               | 25       | 0      | 0           | 0          |
| G. Molnár    | 20                  | 13                  |                     |                     | 3             | 3             |               |               | 23       | 16     | 0           | 0          |
| H. Nádler    | 2                   | 0                   |                     |                     | 0             | 0             |               |               | 2        | 0      | 0           | 0          |
| J. Nagy      | 4                   | ?                   |                     |                     | 0             | 0             |               |               | 4        | 0+     | 0           | 0          |
| E. Németh    | 10                  | 0                   |                     |                     | 0             | 0             |               |               | 10       | 0      | 0           | 0          |
| Z. Opata     | 8                   | 0                   |                     |                     | 0             | 0             |               |               | 8        | 0      | 0           | 0          |
| B. Rebró     | 8                   | 0                   |                     |                     | 0             | 0             |               |               | 8        | 0      | 0           | 0          |
| J. Schneider | 20                  | 1                   |                     |                     | 3             | 0             |               |               | 23       | 1      | 0           | 0          |
| G. Sebes     | 3                   | 1                   |                     |                     | 0             | 0             |               |               | 3        | 1      | 0           | 0          |
| G. Skvarek   | 13                  | 8                   |                     |                     | 3             | 0             |               |               | 16       | 8      | 0           | 0          |
| L. Tritz     | 1                   | 0                   |                     |                     | 0             | 0             |               |               | 1        | 0      | 0           | 0          |
| G. Urbancsik | 1                   | 0                   |                     |                     | 0             | 0             |               |               | 1        | 0      | 0           | 0          |
| J. Újvári    | 10                  | 0                   |                     |                     | 2             | 0             |               |               | 12       | 0      | 0           | 0          |